# Peter Ernst II van Mansfeld
Peter Ernst II van Mansfeld, beter bekend als Ernst van Mansfeld (1580 – 29 november 1626), was een Duitse militaire bevelhebber tijdens de eerste jaren van de Dertigjarige Oorlog.
Hij was een onwettige zoon van graaf Peter Ernst I van Mansfeld en woonde in zijn jonge jaren in Luxemburg.
Zijn eerste militaire ervaringen waren in Hongarije, waar zijn halfbroer Karel (1543-1595) een hoge positie in het Habsburgse leger had. Later diende hij onder aartshertog Leopold, totdat diens ondankbaarheid hem in de handen van de vijanden van het huis Habsburg dreef. Hoewel hij rooms-katholiek bleef allieerde hij zich met de protestanten, en tijdens de beginjaren van de Dertigjarige Oorlog was hij een van hun meest geduchte leiders.
Hij werd door hertog Karel Emanuel belast om met 2000 manschappen de opstandige Bohemen te helpen toen de oorlog in 1618 uitbrak. Hij veroverde Pilsen maar in de zomer van 1619 werd hij verslagen bij de Záblati. Hierna bood hij zijn diensten aan aan keizer Ferdinand II en bleef inactief terwijl de Boheemse koning Frederik V verdreven werd uit Praag. Mansfeld werd echter al gauw door de keizer aangesteld om zijn leger in Bohemen te leiden en in 1621 nam hij positie in in de Opper-Palts, waar hij op succesvolle wijze pogingen van Johan t'Serclaes van Tilly om hem te verdrijven verijdelde.
Van de Opper-Palts ging hij naar de Rijnlandse Palts. Daar ontzette hij Frankenthal en nam hij Hagenau in. Daarna versloeg hij Tilly bij Mingolsheim op 25 april 1622, vergezeld van zijn meester Frederik V. Vervolgens plunderde hij Hessen en de Elzas. Maar Mansfeld's verwoestingen beperkten zich niet alleen de landen van zijn vijanden, maar brachten ook schade toe aan de districten die hij moest verdedigen.
Uiteindelijk voelde Frederik V zich verplicht om Mansfeld's troepen te ontslaan. Daarna sloot Mansfeld zich aan bij Christiaan van Brunswijk-Wolfenbüttel en leidde zijn leger door Lotharingen, het land verwoestend terwijl hij optrok. In augustus 1622 werd hij door de Spanjaarden verslagen bij Fleurus. Vervolgens nam hij dienst bij de Nederlandse Republiek en vestigde zijn hoofdkwartier in Oost-Friesland, waar hij forten veroverde en veel schade toebracht aan de bevolking. Als huurling en leider van huurlingen onderbrak Mansfeld zijn campagnes geregeld met tochten met als doel om geld te verdienen, met andere woorden hij verleende zijn diensten aan de hoogste bieder en in deze diplomatieke zaken toonde hij grote kunde.
Rond 1624 bezocht hij Londen drie maal, waar hij door de bevolking als een held werd onthaald. Ook bezocht hij ten minste een maal Parijs. De Engelse koning Jacobus I, de schoonvader van Frederik V, wilde Mansfeld graag uitrusten met troepen en geld om de Palts terug te veroveren, maar het duurde tot januari 1625 voordat Mansfeld en zijn uit "raw and poor rascals" bestaande leger van Dover naar de Nederlanden uitvoer. Later dat jaar, toen de Dertigjarige Oorlog zich uitgebreid had onder leiding van koning Christiaan IV van Denemarken, ging hij weer naar Duitsland om daaraan deel te nemen. Maar op 25 april werd hij verpletterend verslagen door Albrecht von Wallenstein op de brug van Dessau. Mansfeld richtte echter snel weer een nieuw leger op waarmee hij de erflanden van het huis van Oostenrijk wilde veroveren en achtervolgd door Wallenstein trok hij op naar Hongarije waar hij zijn doel hoopte te bereiken met hulp van Bethlen Gábor, de prins van Transsylvanië. Maar toen Gábor zich bedacht en vrede sloot met de keizer was Mansfeld gedwongen om zijn leger te ontbinden. Hij vertrok naar Venetië maar toen hij Rakovica nabij Sarajevo naderde werd hij ziek en stierf daar de volgende dag. Hij werd begraven in Split.